# Anoplodactylus cribellatus
Anoplodactylus cribellatus is een zeespin uit de familie Phoxichilidiidae. De soort behoort tot het geslacht Anoplodactylus. Anoplodactylus cribellatus werd in 1923 voor het eerst wetenschappelijk beschreven door Calman. 